# Mikhail Yegorychev
Mikhail Yegorychev ou Yegorytchev (en russe Егорычев, Михаил Валериевич) (né le 21 juillet 1977 à Samara (Russie)) est un athlète russe, spécialiste du sprint. Il appartient à l'Armée russe.

## Meilleures performances
- 60 m en salle : 6 s 58
- 100 m : 10 s 27

## Palmarès

### Championnats du monde d'athlétisme
- Championnats du monde d'athlétisme de 2007 à Osaka, ( Japon) 
  - 6e sur 4 x 100 m (demi-finale) en 39 s 08, meilleur temps de la saison pour la Russie.

### Championnats d'Europe d'athlétisme en salle
- Championnats d'Europe d'athlétisme en salle de 2007 à Birmingham, ( Royaume-Uni) 
  - 5e du 60 m en 6 s 65